# Gnophos kollmorgeni
Gnophos kollmorgeni là một loài bướm đêm trong họ Geometridae.